# Bahnhof Schleißheim
Der Bahnhof Schleißheim ist ein Bahnhof an der Bahnstrecke München–Regensburg östlich der Schlossanlage Schleißheim in Oberschleißheim.

## Geschichte
Die Actiengesellschaft der bayerischen Ostbahnen errichtete den Bahnhof Schleißheim beim Bau der Bahnstrecke München–Landshut und eröffneten den Zwischenbahnhof am 3. November 1858.
Die Königlich Bayerischen Staatseisenbahnen zentralisierten die Weichen- und Signalbedienung im Bahnhof durch die Einrichtung mechanischer Stellwerke  der Bauform Krauß. Dabei nahmen sie 1892 das Wärterstellwerk Stw 1 und das Fahrdienstleiterstellwerk Stw 2 in Betrieb. 1898 wurde das Empfangsgebäude um sechs Meter Richtung Osten verrückt, um Platz für die Erweiterung der Gleisanlagen zu schaffen. Neben den Anlagen zur Personenabfertigung gab es auch Gütergleise und einige Gleisanschlüsse. 1916 wurde ein Industriegleis vom Bahnhof Schleißheim zu einer Munitionsfabrik in Garching-Hochbrück errichtet, von dem eine Gleisanlage zum Flugplatz Schleißheim abzweigte.
Die Bundesbahndirektion München nahm 1955 die beiden mechanische Stellwerke außer Betrieb und nahm im Februar 1957 das Relaisstellwerk Sf der Bauform Dr S2 mit 21 Stelleinheiten in Betrieb. Am 24. Mai 1972 wurde das Relaisstellwerk durch eine Ferngestellung vom Bahnhof München-Feldmoching aus ersetzt. Möglicherweise gab es für den Gleisanschluss zum Flugplatz ein weiteres Dr-S2-Stellwerk oder eine Nachnutzung des Stellwerks Sf. Mit dem Bau der S-Bahn München wurde der Personenverkehr am 27. Mai 1972 zum neuen Bahnhof Oberschleißheim verlagert. Dieser liegt einen Kilometer weiter in Richtung Freising. Die Abfertigung von Güterwagen wurde am 8. Dezember 1993 endgültig eingestellt. Mit dem schrittweisen Rückbau der Anschlussgleise war bereits Mitte der 1980er Jahre begonnen worden. Das Bahnhofsgebäude und der Güterschuppen sind noch erhalten und von der Strecke aus zu sehen. Das frühere Toilettenhäuschen wurde im Frühjahr 2016 abgebrochen. Auch einige nicht mehr befahrene und von Gras überwucherte Gleise sind westlich der Strecke erkennbar. Heute hat der Bahnhof nur noch eine Weichenverbindung zwischen den beiden Richtungsgleisen.

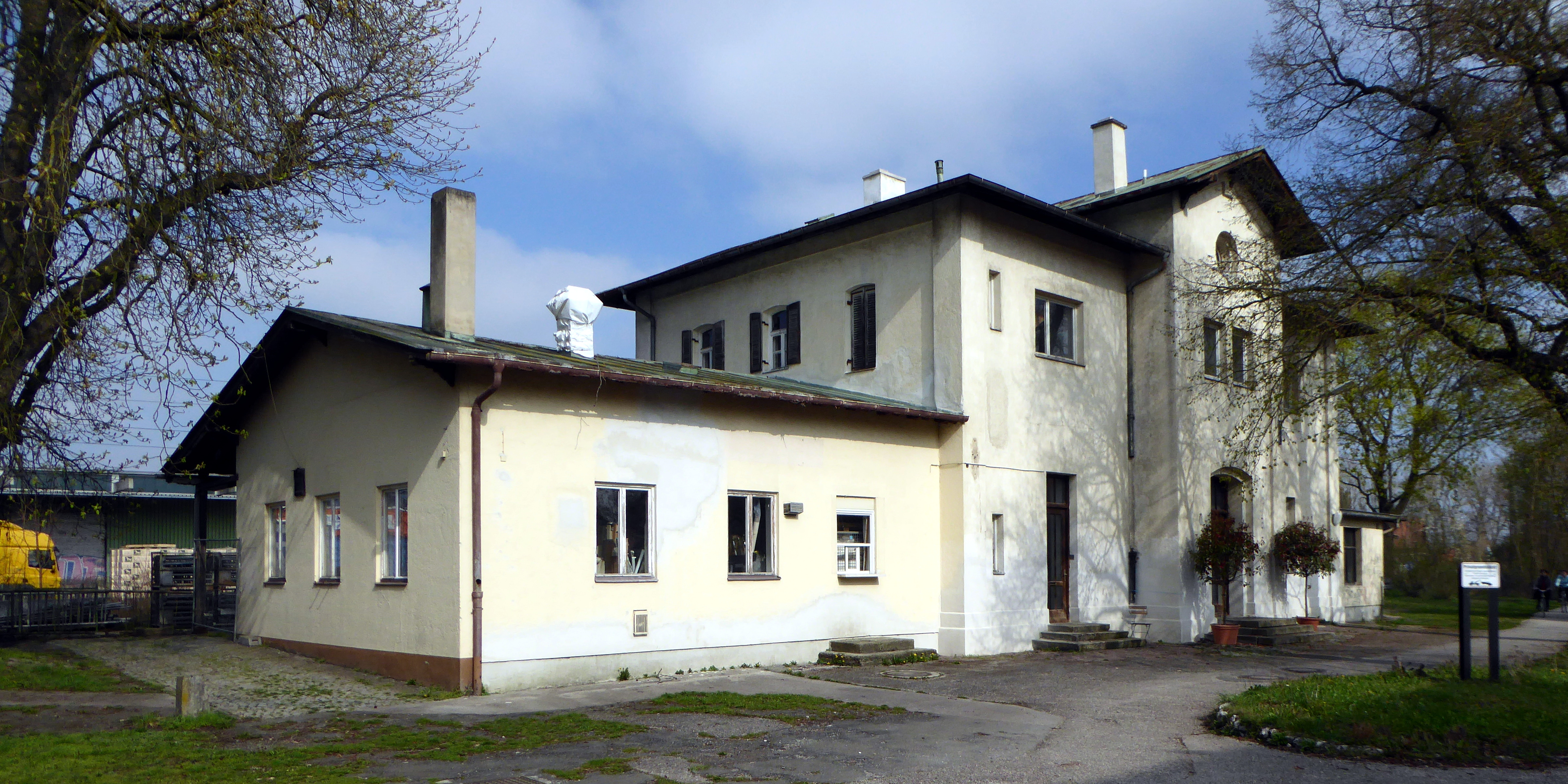
Empfangsgebäude und Bahnhofsvorplatz
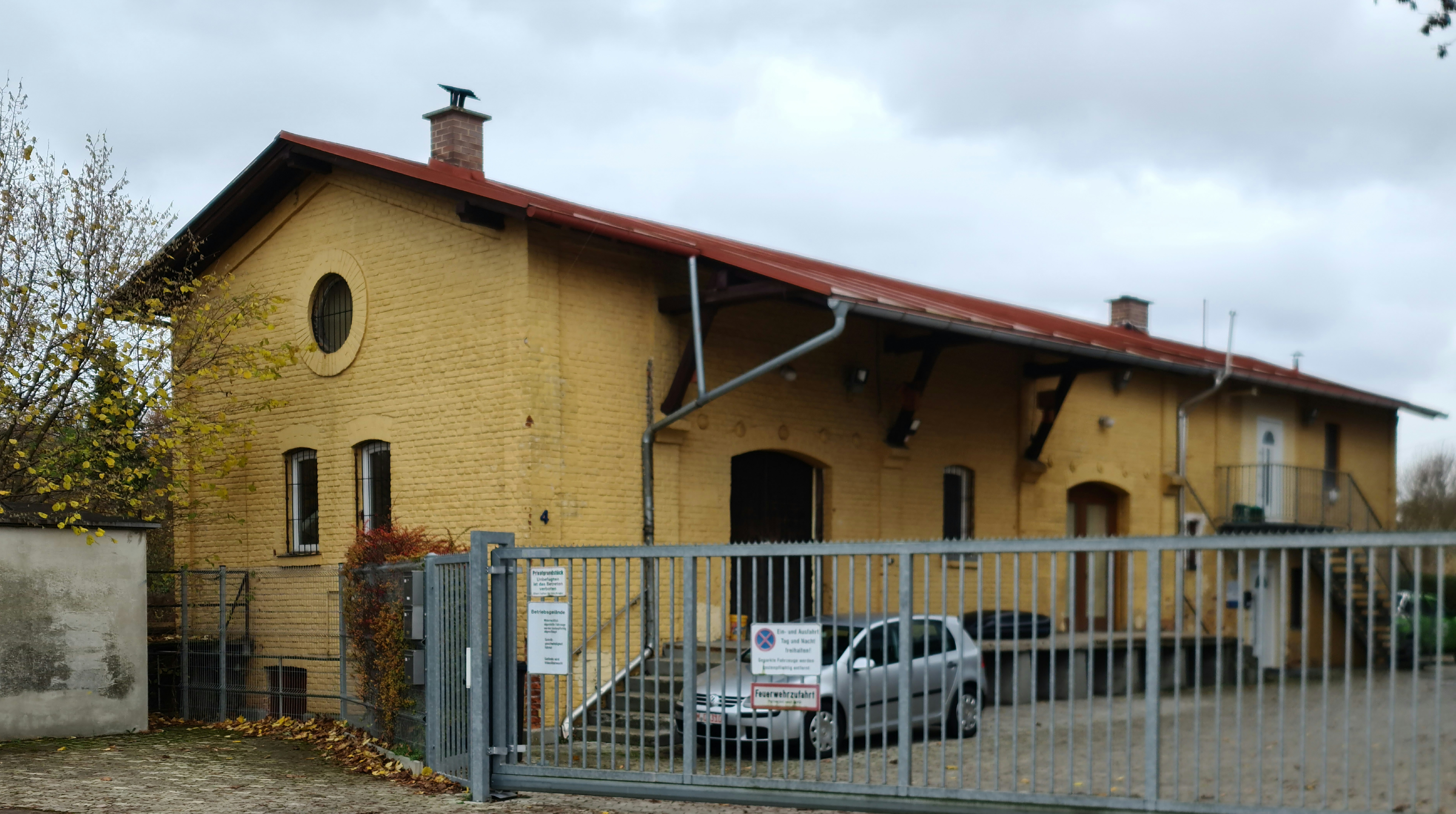
Ehemaliger Güterschuppen (Mitte 19. Jh.) 75 m südlich schräg gegenüber

Im Bereich des Bahnhofs Schleißheim kam es am 25. Januar 1918 und am 30. Dezember 1994 zu tödlichen Unfällen.